# Solid (KDE)
Solid es el framework de tratamiento de dispositivos de KDE 4.
Solid trata de facilitar al tratamiento de dispositivos desde aplicaciones de escritorio, para lo cual ofrece una interfaz de programación de aplicaciones.
No trata directamente con los dispositivos o con controladores de dispositivos, sino que usa otras aplicaciones ya probadas como backends. En el caso de sistemas Unix/Linux usa udev. En caso de usarse sobre otro sistema operativo bastaría con cambiar el backend por otro adaptado al nuevo sistema operativo que para que todas las aplicaciones que usen Solid sigan funcionando.